# Hartlepool
Hartlepool [ˈhɑːtlɪpuːl] ist eine Hafenstadt an der Nordsee in der Unitary Authority Hartlepool im Nordosten Englands, die in der zeremoniellen Grafschaft County Durham liegt. Im Jahr 2011 hatte es eine Bevölkerung von 86.075 und Borough of Hartlepool 92.028.

## Geographie
Hartlepool gehört zur Region North East England. Es schließt nördlich an die Konurbation Teesside an, wird ihr aber auch oft hinzugerechnet. Im als Teesside & Hartlepool Urban Area bezeichneten Gesamtgebiet leben etwa 430.000 Einwohner. Die Entfernung nach London beträgt etwa 400 Kilometer.

## Geschichte
Das heutige Hartlepool entstand aus zwei Orten, Headland (auch Old Hartlepool genannt) und dem wesentlich jüngeren West Hartlepool. Headland wurde im 7. Jahrhundert besiedelt, nachdem 640 in der Nähe ein angelsächsisches Kloster gegründet worden war, in welchem Hilda von Whitby zunächst als Nonne, ab 649 dann auch als Äbtissin wirkte. Dieses Kloster wurde 800 von den Wikingern überfallen und vollständig zerstört. Das älteste erhaltene Gebäude Hartepools ist heute die St. Hilda-Kirche, die 1185 erbaut wurde.
Mehrere Jahrhunderte war Hartlepool ein kleiner Fischerort mit einem natürlichen Hafen. 1201 erhielten die Einwohner von König Johann durch eine königliche Charta das Recht, einen Stadtrat zu bilden. In der Folgezeit wurde Hartlepool zum wichtigsten Seehafen der mächtigen Bischöfe von Durham. Auch die englische Krone nutzte den Hafen, um dort Schiffe und Seeleute in ihren Kriegen gegen Schottland zu requirieren. Im 13. Jahrhundert wurden zum Schutz vor marodierenden Schotten Verteidigungsmauern rund um den Ort errichtet, von denen einige noch heute zu sehen sind. Am Sandwell Gate, einem im 14. Jahrhundert erbauten Tor, ist die Mauer mehr als 2,50 m stark.
Bis zum 18. Jahrhundert war der Hafen einer der meistfrequentierten an der Ostküste Englands, doch dann verlor er zunehmend an Bedeutung. Zu Beginn des 19. Jahrhunderts war Hartlepool vor allem als Erholungsort für Wohlhabende bekannt.
Dies änderte sich in den 1830er Jahren, als eine Eisenbahnstrecke gebaut wurde, um Hartlepool mit den Steinkohlenzechen im South Durham Coalfield zu verbinden. Die Hafenanlagen wurden ausgebaut und der Hafen wurde zum Umschlagsplatz für Kohle und Holz. 1847 wurde im Südwesten des alten Hartlepools eine zweite Hafenanlage, die West Hartlepool Dock Company in Betrieb genommen. Der so neu entstandene Ort West Hartlepool wuchs sehr schnell und war bald größer als Old Hartlepool: 1881 hatte Headland 12.361 Einwohner, West Hartlepool dagegen rund 28.000. Im Ersten Weltkrieg wurde Mitte März 1917 durch das Luftschiff L 42 (Kapitänleutnant Martin Dietrich, welcher dadurch als Count of Hartlepool bezeichnet wurde) der Hafen und die Industrieanlagen des Stadt bombardiert und bei der Beschießung von Hartlepool durch Schiffe der deutschen Marine am 16. Dezember 1914 starben 117 Menschen.
Das Borough of Hartlepool gehörte früher zur traditionellen Grafschaft County Durham. 1974 wurde es Teil der neugebildeten Grafschaft Cleveland. Nachdem diese 1996 wieder aufgelöst wurde, ist das Borough of Hartlepool als Unitary Authority eine selbständige Verwaltungseinheit, die nur noch zu zeremoniellen Anlässen zu County Durham gehört.

## Legende vom gehängten Affen
In England ist Hartlepool bekannt für die Hinrichtung eines Affen, den einzigen Überlebenden eines vor Hartlepool auf Grund gelaufenen französischen Schiffs während der Napoleonischen Kriege. Weil die Einwohner nicht wussten, wie ein Franzose aussieht, wurde der Affe der Spionage beschuldigt und gehängt. Aufgrund dieser Legende ist das Maskottchen des Fußballclubs Hartlepool United ein Affe namens H’Angus the monkey. Das Kostüm wurde von Stuart Drummond getragen, der 2002 einer der ersten direkt gewählten Bürgermeister Großbritanniens wurde.

## Politik
Seit der Gründung des Wahlkreises 1974 wurde Hartlepool im Britischen Unterhaus von Labour-Politikern repräsentiert (u. a. Peter Mandelson von 1992 bis 2004). Seit der Unterhausnachwahl im Mai 2021 vertritt erstmals seit Jahrzehnten wieder eine konservative Politikerin, Jill Mortimer, den Wahlkreis.

### Städtepartnerschaften
Hartlepool unterhält Städtepartnerschaften mit
- Hückelhoven, Deutschland
- Muskegon, Vereinigte Staaten
- Sliema, Malta

## Kultur und Sehenswürdigkeiten
Im historischen Teil der Docks von Hartlepool befindet sich das Museumsschiff HMS Trincomalee. Die Fregatte ist das älteste noch schwimmende Schiff Großbritanniens.
Heugh Battery wurde zu einer Gedenkstätte für die Beschießung der Stadt im Ersten Weltkrieg ausgebaut und verfügt über eine größere Anzahl militärhistorischer Ausstellungsstücke.

### Sport

Logo von Hartlepool United

In Hartlepool ist der Fußballverein Hartlepool United beheimatet. Zur Saison 2022/23 stieg er in die National League, die fünfthöchste Spielklasse im englischen Fußball, ab. Der Verein trägt seine Heimspiele im 7.691 Zuschauer fassenden Stadion Victoria Park aus.
Der Rugby-Union-Verein West Hartlepool R.F.C. stieg zur Saison 2008/09 in die damalige North 1, der fünfthöchsten Spielklasse auf. Mitte der 1990er spielte der Verein noch in der Premiership, musste jedoch Insolvenz anmelden und den Spielbetrieb in die Unterklassigkeit verlegen.

## Wirtschaft und Infrastruktur
Bei Hartlepool befindet sich das aktive Kernkraftwerk Hartlepool mit zwei Reaktorblöcken. Das Unternehmen Able UK kaufte 1996 die ehemalige Graythorpe-Werft und baute sie zu einem Schiffsverschrottungsbetrieb um.

### Verkehr
Hartlepool befindet sich an den A-Straßen A178, A179, A689, A1048, A1049 und A1086. Die A689 kreuzt fünf Kilometer südwestlich von Hartlepool die  autobahnähnlich ausgebaute A19 (Newcastle–Doncaster), die in Nord-Süd-Richtung an der Stadt vorbeiführt.

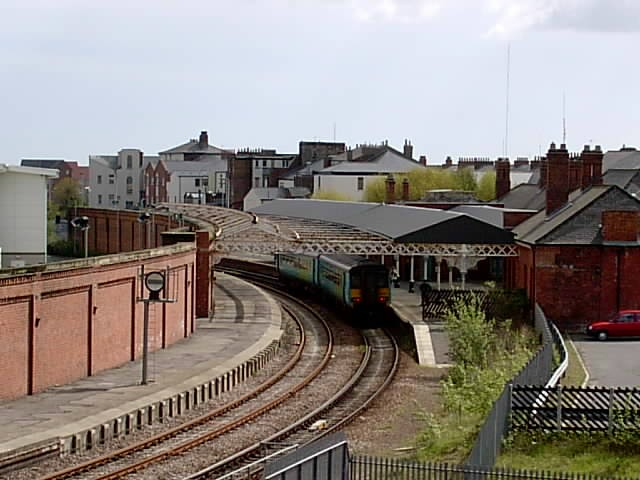
Bahnhof Hartlepool

Die Stadt liegt an der Durham Coast Line, einer Bahnstrecke, die von Middlesbrough nach Newcastle führt. Auf ihr werden von Northern Rail stündliche Zugverbindungen in beide Richtungen angeboten. Seit Dezember 2007 betreibt Grand Central Railway eine Direktverbindung nach London von Sunderland über Hartlepool, Eaglescliffe, Northallerton, Thirsk und York. Der im Borough gelegene Ort Seaton Carew besitzt ebenfalls eine Station an der Strecke. Das Kernkraftwerk Hartlepool wird über einen Güterabzweig an das Eisenbahnnetz angeschlossen.
Arriva betreibt mehrere innerstädtische Buslinien in Hartlepool und Stagecoach bietet regionale Verbindungen nach Billingham, Stockton und Middlesbrough an. Weitere Buslinien führen nach Peterlee, Durham, Dalton Park, Sunderland und Newcastle.
Der Flughafen Durham Tees Valley ist 25 km und der Flughafen Newcastle etwa 60 km von Hartlepool entfernt.

## Persönlichkeiten

### Söhne und Töchter der Stadt
- Julia McMordie (1860–1942), Politikerin und Philanthropin
- Joseph Isherwood (1870–1937), Schiffsingenieur
- Francis William Doyle Jones (1873–1938), Bildhauer
- Charlotte Hughes (1877–1993), Supercentenarian
- Edward Mellanby (1884–1955), Mediziner und Ernährungswissenschaftler
- Bobby Booth (1890–nach 1925), Fußballspieler
- Reg Smythe (1917–1998), Cartoonist und Comiczeichner
- Teddy Gardner (1922–1977), Europameister der Berufsboxer
- Peter Murphy (1922–1975), Fußballspieler
- Patrick Leo McCartie (1925–2020), römisch-katholischer Bischof von Northampton
- Brian Dobson (1931–2012), Archäologe
- Jim Parker (1934–2023), Komponist
- Reginald Hill (1936–2012), Schriftsteller
- Jeremy Spencer (* 1948), Musiker
- Adrian Tilbrook (* 1948), Musiker
- Janick Gers (* 1957), Musiker
- Andy Linighan (* 1962), Fußballspieler
- Tony Morrell (* 1962), Mittelstreckenläufer
- Jonathan Wright (* 1969), Historiker
- Michael Brown (* 1977), Fußballspieler und -trainer
- Ian Gallagher (* 1978), Fußballspieler
- Graeme Storm (* 1978), Profigolfer
- Lindsay Johnson (* 1980), Fußballspielerin
- Simon Webster (* 1981), Rugby-Union-Spieler
- Amanda Coulson (* 1982), Boxerin
- David Murphy (* 1984), Fußballspieler
- Andrew Taylor (* 1986), Fußballspieler
- Jemma Lowe (* 1990), Schwimmerin
- Savannah Marshall (* 1991), Boxerin
- Michael Rice (* 1997), Musiker